# Pedro Marieluz Garcés
Pour les articles homonymes, voir Garcés.
Pedro Marieluz Garcés, parfois francisé en Pierre Marielux (° 1780 à Tarma, Vice-royauté du Pérou  - † 23 septembre 1825 à Callao, Pérou), est un prêtre catholique péruvien appartenant à l'ordre des Camilliens. Il fut exécuté par ordre du gouverneur général espagnol José Ramón Rodil y Campillo pour avoir refusé de révéler le contenu des confessions de conjurés exécutés lors de la guerre d'indépendance du Pérou. Ce refus fut considéré par l'autorité espagnole comme un acte de rébellion de la part du prêtre. Pour l'Église catholique, il est au contraire considéré comme martyr, martyr dit du secret de la confession.